# Till min syster
Till min syster är en dikt av Dan Andersson från samlingen Svarta ballader. Dikten är tillägnad hans syster Anna Andersson (1899–1971) på hennes 18-årsdag den 15 maj 1917.  Tonsatt av författaren (A-dur, 2/4).
Anna Andersson gifte sig 1928 med Alfred Erenes Pettersson och tog då efternamnet Pettersson. Hon arbetade som lärare i Björsjö. 
I slutet av dikten omnämns växten luktreseda (Reseda odorata) som resedan:
| ”                                   | Och när du sövts till drömmar av resedan vid din vägg, all ängens rosor ropa, kom ut till oss och sov! | „ |
| – Till min syster, av Dan Andersson | |   |